# Alper Uçar

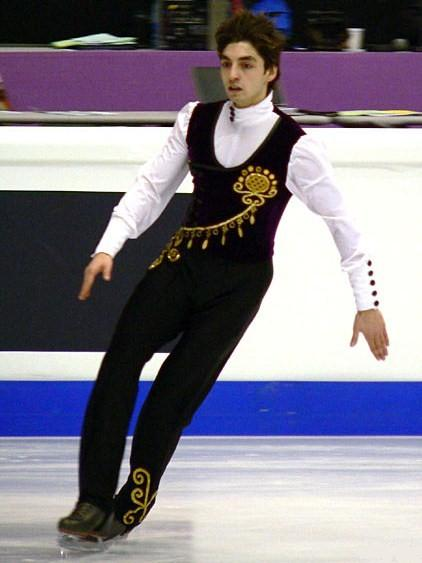
Alper Uçar

Alper Uçar (Denizli, 19 januari 1985) is een Turkse kunstschaatser.
Uçar was actief als solist en werd gecoacht door Andrasz Szaras. In het seizoen 2009/10 nam hij deel aan het ijsdansen met de Amerikaanse Jenette Maitz als partner. Vanaf het seizoen 2010/11 vormt hij een paar met de geboren Oekraïense Alisa Agafonova.
Op het WK van 2010 waren Maitz / Uçar het eerste ijsdanspaar dat Turkije vertegenwoordigde op een ISU senioren kampioenschap. Met Agafonova was hij present op het EK 2012 (14e in de kwalificatie) en het WK 2012 (16e in de kwalificatie). In het seizoen 2012/13 namen ze deel aan het EK en WK, in het seizoen 2013/14 aan het EK, de Winterspelen en het WK. Ook in 2015 waren ze actief op het EK en WK. In 2015/16 namen ze voor de vijfde keer deel aan zowel het EK als WK.

## Persoonlijke records
Solo
| Records             | punten | datum      | toernooi              |
| ------------------- | ------ | ---------- | --------------------- |
| Hoogste totaalscore | 95.70  | 14-10-2005 | Karl Schäfer Memorial |
| Hoogste korte kür   | 50.09  | 21-02-2007 | WK                    |
| Hoogste vrije kür   | 79.12  | 20-03-2006 | WK                    |

IJsdansen
| Records                 | punten | datum      | toernooi |
| ----------------------- | ------ | ---------- | -------- |
| Hoogste verplichte dans | 17.36  | 23-03-2010 | WK       |
| Hoogste originele dans  | 32.14  | 25-03-2010 | WK       |

| Records             | punten | datum      | toernooi                |
| ------------------- | ------ | ---------- | ----------------------- |
| Hoogste totaalscore | 151.74 | 23-10-2015 | CS Denkova Staviski Cup |
| Hoogste korte dans  | 058.76 | 22-10-2015 | CS Denkova Staviski Cup |
| Hoogste vrije dans  | 092.98 | 23-10-2015 | CS Denkova Staviski Cup |

## Belangrijke resultaten
2000-2009 als solist; 2010 met Jenette Maitz, vanaf 2012 met Alisa Agafonova bij het ijsdansen
| Olympische Spelen       |      |      |      |      |       |       |     |     |     |     |  |           |     | 22e |     |     |     | 19e |
| Wereldkampioenschap     |      |      |      |      | 20(B) | 17(B) | 27e |     | 35e | 26e |  | kw. (16e) | 28e | 20e | 16e | 21e | 17e | 19e |
| Europees kampioenschap  |      |      |      |      | 33e   | 32e   | 25e | 29e |     |     |  | kw. (14e) | 13e | 17e | 12e | 12e | 11e | 13e |
| Nationaal kampioenschap |      |      |      |      | Goud  |       |     |     |     |     |  |           |     |     |     |     |     |     |
| WK junioren             | 43e  | 35e  | 33e  | 43e  |       |       |     |     |     |     |  |           |     |     |     |     |     |     |
| NK junioren             | Goud | Goud | Goud | Goud |       |       |     |     |     |     |  |           |     |     |     |     |     |     |